# كأس ديفيز 2013
كأس ديفيز 2013 (بالإنجليزية: 2013 Davis Cup)‏ هو الموسم 102 من  كأس ديفيز. أقيم خلال الفترة 1 فبراير 2013 وحتى 17 نوفمبر 2013، وفاز فيه منتخب التشيك لكأس ديفيز.